# Ermittlungserzwingungsverfahren
Ein Ermittlungserzwingungsverfahren ermöglicht im deutschen Strafprozessrecht dem Verletzten einer Straftat, die Staatsanwaltschaft gerichtlich zur Einleitung oder Fortführung eines Ermittlungsverfahrens zu verpflichten. Hingegen ist die Entscheidung der Staatsanwaltschaft, nach vollständigem Abschluss der Ermittlungen keine Anklage gegen den Beschuldigten zu erheben, durch ein Klageerzwingungsverfahren gerichtlich überprüfbar.

## Anwendungsfälle

### Einleitung
Ein Ermittlungserzwingungsverfahren ist zum einen angebracht, wenn die Staatsanwaltschaft nach einer Strafanzeige bereits den Anfangsverdacht des Vorliegens einer Straftat verneint und deswegen überhaupt keine Ermittlungen anstellt. In diesem Fall zielt das Ermittlungserzwingungsverfahren auf die Einleitung der Ermittlungen.

### Vervollständigung
Zum anderen ist aber auch dann ein Ermittlungserzwingungsverfahren angebracht, wenn die Staatsanwaltschaft zwar bereits Ermittlungen durchgeführt hatte, diese aber unzureichend waren. In diesem Fall zielt das Ermittlungserzwingungsverfahren auf die Vervollständigung der Ermittlungen.

### Begründetheit
Das Ermittlungserzwingungsverfahren hat demgemäß Erfolg, soweit die Staatsanwaltschaft den Sachverhalt entweder gar nicht oder nur unzureichend ermittelt hat. Nach einem erfolgreichen Ermittlungserzwingungsantrag verpflichtet das zuständige Oberlandesgericht die Staatsanwaltschaft zur Durchführung der erforderlichen Ermittlungen.

## Statthaftigkeit
Die Möglichkeit eines Ermittlungserzwingungsverfahrens ist in der Strafprozessordnung nicht normiert. Ein Ermittlungserzwingungsverfahren ist kein eigenständiges Verfahren, sondern ein Klageerzwingungsverfahren mit anderer Zielrichtung. Es gelten die Vorschriften über das Klageerzwingungsverfahren in § 172 der Strafprozessordnung (StPO). Dies wird damit begründet, dass § 172 StPO geschaffen wurde, als im Gesetz noch die so genannte gerichtliche Voruntersuchung geregelt und mit erfasst war. Die Statthaftigkeit des Klageerzwingungsverfahrens in der Form des Ermittlungserzwingungsverfahrens wurde erstmals 1980 bejaht und ist in der Rechtsprechung anerkannt.

## Verfahren
Das Ermittlungserzwingungsverfahren verläuft in der Form des Klageerzwingungsverfahrens gem. § 172 StPO. Der entsprechende Antragsschriftsatz ist gemäß § 172 Abs. 1, S. 1 StPO binnen eines Monats nach Eingang des die Ermittlungen ablehnenden Bescheids der Generalstaatsanwaltschaft bei dem nach § 172 Abs. 4 StPO zuständigen Oberlandesgericht einzureichen. Antragsberechtigt ist der Verletzte.

## Anordnung weiterer Ermittlungen
Die Anordnung weiterer Ermittlungen durch die Staatsanwaltschaft geschieht dann, wenn diese entweder gar nicht oder nur unvollständig ermittelt hat. Die Staatsanwaltschaft ist dann verpflichtet, die abgelehnten Ermittlungen aufzunehmen, bis zur Entscheidungsreife fortzuführen und dann erneut über die Einstellung des Verfahrens oder über die Erhebung einer Anklage zu entscheiden.

## Verfassungsrecht
Nur bei erheblichen Straftaten gegen das Leben, die körperliche Unversehrtheit, die sexuelle Selbstbestimmung und die Freiheit der Person, insbesondere bei derartigen Straftaten von Amtsträgern, hat der Verletzte darüber hinaus einen Rechtsanspruch auf Strafverfolgung. Danach hat der Verletzte einen Anspruch gegenüber den Strafverfolgungsbehörden auf ernsthafte und vollständige Ermittlungen in seiner Angelegenheit. Es handelt sich dabei um einen höchstpersönlichen Anspruch, der mit dem Tod erlischt.

## Rechtslage in Österreich
Im Ergebnis besteht nach österreichischem Recht dieselbe Rechtslage wie in Deutschland, nur die Begrifflichkeit ist unterschiedlich: Nach österreichischem Recht kann, zur Erzwingung der Einleitung oder Fortführung der strafrechtlichen Ermittlungen gegen einen Beschuldigten, ein sog. Antrag auf Fortführung bei Gericht gestellt werden. Das Gericht verpflichtet sodann, nach einem erfolgreichen Antrag, die Staatsanwaltschaft zur Einleitung oder Fortführung der Ermittlungen.

## Beispiele
Im Fall des ermordeten Siegfried Buback, Generalbundesanwalt beim Bundesgerichtshof, beantragte dessen Sohn Michael Buback 2015 ein Ermittlungserzwingungsverfahren gegen das frühere RAF-Mitglied Siegfried Haag. Er scheiterte jedoch an den hohen formalen Zulässigkeitshürden dieser Verfahrensart sowie daran, dass die Geschehnisse bereits Gegenstand eines vorigen Urteils waren (Strafklageverbrauch). Das Ermittlungserzwingungsverfahren kommt aber auch in Betracht bei Straftaten im Zusammenhang mit neuen Technologien, wenn die Staatsanwaltschaft mangels entsprechenden Sachverstands die Strafbarkeit eines Sachverhalts nicht erkennt. Im Falle eines unbegleiteten Ausgangs einer Psychiatriepatientin, die dabei suizidierte, ordnete das Bundesverfassungsgericht weitere Ermittlungen gegen den zuständigen Arzt wegen fahrlässiger Tötung an.